# Port lotniczy Vichy-Charmeil
Port lotniczy Vichy-Charmeil (IATA: VHY, ICAO: LFLV) – port lotniczy położony w Charmeil, niedaleko Vichy, w regionie Owernia, we Francji.